# Pedro Agulto Tenorio
 (juin 2019).
Si vous disposez d'ouvrages ou d'articles de référence ou si vous connaissez des sites web de qualité traitant du thème abordé ici, merci de compléter l'article en donnant les références utiles à sa vérifiabilité et en les liant à la section « Notes et références ».
Pedro Agulto Tenorio, né le 8 août 1941, est le deuxième lieutenant-gouverneur des Îles Mariannes du Nord entre le 11 janvier 1982 et le 8 janvier 1990.

## Biographie
En 2006, il était l'un des trois principaux élus du CNMI (aux côtés du gouverneur Benigno R. Fitial et du lieutenant-gouverneur Timothy P. Villagomez ). Le poste de représentant résident, également appelé localement "représentant de Washington", a été créé par l’article V de la Constitution des îles Mariannes du Nord, pour un mandat de quatre ans. Le représentant résident du CNMI avait un bureau à Washington et ses dépenses étaient financées par le gouvernement du CNMI.
Tenorio était le quatrième et dernier représentant résident du CNMI. Il a pris ses fonctions de représentant résident le 14 janvier 2002. Il a rempli deux mandats jusqu'à la suppression de ses fonctions le 3 janvier 2009.
Ce bureau a été remplacé par un délégué sans droit de vote au Congrès des États-Unis en janvier 2009. Créée en 2008 avec la promulgation de Pub.L.  110-222 , la première élection du délégué du Congrès a eu lieu le 4 novembre 2008. Tenorio était le candidat républicain; cependant, il a perdu par 357 voix contre Gregorio C. Sablan, un indépendant.